# Мадагаскарская клювогрудая черепаха
Мадагаскарская клювогрудая черепаха, или ангонока (лат. Asterochelys yniphora) — вид сухопутных черепах. Эндемик Мадагаскара, редкий вид. Комиссией по редким видам МСОП он объявлен одним из самых «уязвимых» видов животных в мире.

## Описание

### Внешний вид
Крупная черепаха с длиной панциря до 45 см (известны особи до полуметра в длину). Панцирь очень высокий, с торчащим вперёд выступом на пластроне («клюв»), который помогает передвижению в зарослях и служит самцам оружием для турнирных боёв в брачный период. Окраска не такая броская, как у ближайшего родственника — лучистой черепахи, но тоже эффектная: на мягком коричневом фоне чётко выделяется дымчато-жёлтый звёздчатый рисунок.

### Распространение и среда обитания
В наше время встречается только в небольшой области в национальном парке Баи-де-Бали на северо-западе острова. Численность очень низкая. Максимальная плотность в природе не выше 5 особей на квадратный километр. Общая численность популяции на площади в 100 км² оценивается всего в 250—300 особей. Примерно 50 особей содержится в неволе.
Предпочитает сухие кустарники, доступные солнцу изреженные лесные участки, а также антропогенные травянистые саванны.

### Питание
Почти исключительно растительноядна.

### Размножение
В брачный период самцы устраивают поединки за самок, используя в качестве оружия свой уникальный «клюв» на пластроне. Цель боя состоит в том, чтобы опрокинуть соперника. Поединок является необходимой частью брачного ритуала — без него самец не может приступить к спариванию с самкой.
В кладке 3—6 яиц. Они сферической формы, 42—47 мм в диаметре и массой 40,5—50 г каждое.

## Мадагаскарская клювогрудая черепаха и человек
На самом Мадагаскаре эта черепаха не слишком активно эксплуатировалась для пищи и торговли, но с XVIII по XIX века арабские купцы в большом масштабе вывозили черепах на Коморские острова, где они употреблялись в пищу. Для местного населения в Бали-Бей ангонока священна (они содержат клювогрудую черепаху в курятниках в качестве талисмана против болезней птицы), но другие народности могут отлавливать её ради пропитания.
Охраняется на Мадагаскаре законом. Экспорт строго ограничен. Необходимо сохранение мест обитания вида. Также нужно защищать яйца и молодняк от свиней. Страшную угрозу для живущих в природе ангонок составляют пожары — эти медлительные животные не в состоянии спастись от огня.
Клювогрудые черепахи размножались в зоопарках Гонолулу, Нью-Йорка и Сан-Антонио.
Для поддержания вида необходимы фермы по искусственному разведению.